# 唐·福特
唐纳德·J·福特（英語：Donald J. Ford，1952年12月31日—），美国NBA联盟前职业篮球运动员。他在1975年的NBA选秀中第6轮第2顺位被洛杉矶湖人选中。